# Araucosimus
Araucosimus is een geslacht van vliegen (Brachycera) uit de familie van de sluipvliegen (Tachinidae). De wetenschappelijke naam van het geslacht is voor het eerst geldig gepubliceerd in 1934 door John Merton Aldrich.

## Soorten
De volgende soorten zijn bij het geslacht ingedeeld:
- Araucosimus bullocki Aldrich, 1934
- Araucosimus orfilanus Cortés, 1979
- Araucosimus superbus Cortés, 1945